# Палата Шварценберг (Беч)
Палата Шварценберг (нем. Palais Schwarzenberg am Schwarzenbergplatz) је барокна палата у Бечу. Важи за једну од најзнаменитијих барокних градњи Беча. 
Комплекс чине сама палата као и два крила, десно и лево, и парк, а налази се у бечком трећем бецирку (нем. Bezirk, бечке градске општине) који се исто зове Ландштрасе (Landstraße). Поред ове палате постојала је још једна палата Шварценберг у бечком првом бецирку; одатле називи Палата Шварценберг на тргу Шварценберг (Palais Schwarzenberg am Schwarzenbergplatz) у трећем бецирку и (бивша) Палата Шварценберг на Новом пијацу (Palais Schwarzenberg am Neuen Markt) у првом бецирку. 

## Историја
Изградња палате почела је 1697. године, по наруџби великог војводе Хајнриха Франца грофа Мансфелда и кнеза од Фонди (Heinrich Franz Graf von Mansfeld und Fürst von Fondi), конкурента принца Еугена Савојског на царском двору. У почетку палата се звала Палата Мансфелд-Фонди. Главни пројектант и водитељ градње био је познати аустријски барокни архитект Јохан Лукас фон Хилдебрант, који је био исто задужен за палату Белведере принца Еугена.
Летњиковац је подигнут у директном суседству палате Белведере. Међутим, још за време изградње преминуо је Хајнрих гроф од Мансфелда, а недовршена палата је продата 1716. године кнежевима од Шварценберг. Кнез Адам Франц Карл од Шварценберг дао је архитектима Бернхард Фишер фон Ерлах и Јозеф Емануел Фишер фон Ерлах да доврше палату. Фреска у куполи осликана је 1726. године од Данијела Грана (Daniel Gran). Палата је коначно завршена 1728. године. 
Зграде палате Шварценберг тешко су страдале за време Другог светског рата. Данас је читав комплекс рестауриран и темељно уређен.

## Палата Шварценберг данас
До јануара 2006. године палата се делимично користила као хотел (са пет звезда) и ресторан. Од августа 2006. године делови палате са парком могу да се користе и за разне приредбе. У палати налази се и амбасада Швајцарске те и швајцарски конзулат. Палата је, иначе, и даље у власништву фамилије Шварценберг.